# Бджолоїдка карликова
Бджолоїдка карликова (Merops pusillus) — вид сиворакшоподібних птахів родини бджолоїдкових (Meropidae).

## Поширення
Вид поширений в Субсахарській Африці. Мешкає у саванах та відкритих лісах. Чисельність виду оцінюється у 60-80 млн птахів.

## Опис
Найменший представник родини. Тіло завдовжки 15-17 см, вага 13-19 г. Забарвлення барвисте. Верхня сторона тіла зелена, горло жовте, груди каштаново-коричневі, черево бежеве. Між грудьми та горло є чорна смуга. Крила зелено-коричневі. Дзьоб чорний. Від дзьоба через око проходить чорна смуга. Над оком лежить яскрава синя брова.

## Спосіб життя
Трапляється поодинці або парами. Живиться комахами, на яких полює на льоту. Гнізда облаштовують у тунелях, які риють у піщаних ярах, урвищах та берегах. Колоній не утворює. У кладці 2-6 білих яєць.

## Підвиди
- Merops pusillus pusillus Statius Müller, 1776 — Сенегал, Гамбія, Південно-Західний Судан, північ Демографічної Республіки Конго
- Merops pusillus ocularis (Reichenow, 1900) — (схід Демографічної Республіки Конго, північ Уганди, Судан, узбережжя Червоного моря)
- Merops pusillus cyanostictus Cabanis, 1869 — (Східна Ефіопія, Західне Сомалі, Східна Кенія)
- Merops pusillus meridionalis (Sharpe, 1892) — (південь та схід Демографічної Республіки Конго на схід до Західної Кенії та на південь до Центральної Анголи, Зімбабве і ПАР)
- Merops pusillus argutus Clancey, 1967 — (Південно-Західна Ангола, Ботсвана, Південно-Західна Замбія)